# Olavinlinna
Olavinlinna (Zweeds: Olofsborg) is een kasteel bij Savonlinna in het zuidoosten van Finland en het bekendste kasteel van het land. Naamgever is Olaf de Heilige. Het staat op een rotseilandje in de Kyrönsalmi, een water dat de meren Haukivesi en Pihlajavesi met elkaar verbindt. 
Het kasteel werd vanaf 1475 gebouwd in opdracht van Erik Axelsson Tott en verrees aan de toenmalige oostgrens van Zweden of, in de ogen van de Moskovische grootvorst Ivan III, daar net overheen. Diens pogingen om het kasteel in te nemen slaagden echter niet. Pas in 1714 gaf het kasteel zich voor het eerst over, en in 1743 gebeurde dat definitief. Bij de Vrede van Åbo kwam het aan Rusland, om te worden uitgebreid met bastions. Later verloor het zijn militaire betekenis en raakte het in verval. Het interieur ging bij verschillende branden verloren.
Bewaard gebleven zijn onder meer drie ronde torens (de Kloktoren, de Kerktoren en de Kijltoren) en een restant van de Sint-Erikstoren.
De restauratie van Olavinlinna werd in 1975 voltooid en sindsdien wordt het kasteel door veel toeristen bezocht. Het geniet bekendheid als locatie van het operafestival van Savonlinna, een openluchtfestival dat sinds 1967 plaatsvindt. 
Er is een miniatuurversie van Olavinlinna in Mini-Europe in Brussel.

## Trivia
- In het Suske en Wiske avontuur De lieve Lilleham komen Wiske en Lilleham aan bij dit romantische kasteel, waar Wiske vervolgens wordt opgesloten in een van de torens.